# 断么九
断么九（タンヤオチュー）は、麻雀における役のひとつ。么九牌（一九字牌）を一切使わず、中張牌（数牌の2〜8）のみを使って手牌を完成させた場合に成立する。1飜。タンヤオと略すことが多い。

## 概要
成立しやすく、他の役と複合しやすいため、立直や平和とともに麻雀における基本の役と言われている。平和と複合した時は「タンピン」、タンヤオでリーチをかけた場合は「メンタン」、タンピンでリーチを掛けた場合は「メンタンピン」と呼ばれる。一方でタンヤオと複合可能な役には門前役や喰い下がり役が多いため、鳴いた場合は後述のクイタンが認められていても一変して安手になることが少なくない。しかしドラを絡ませることで、のみ手であっても高得点を狙える。

## クイタンのありなし
副露したタンヤオはクイタン（喰いタン、など）と呼ばれるが、クイタンを認めるかどうかは地域やルールによって異なっている。
戦前の書籍では門前役限定とはしていないため、歴史的に見てもクイタンは認められるものである。
関東式のリーチ麻雀はクイタンを認めている場合が多く、地方に多い先付けルールではクイタンなしとしている場合が多い。先付けルールの中でも、「クイタンのみでは和了できないものの、他の役と複合すればクイタンの1翻を認める」「対々和の場合に限って、クイタンを認める」とするケースもある。ネット麻雀ではクイタンあり(ごく一部ではクイタンなしを選択可能)になっている場合が多いが、フリー雀荘やセットでは念のためメンバーや対戦相手に確認しておいたほうが無難である。

## 牌姿の例
（例）メンゼンのケース
とのシャンポン待ち。
（例）片和了のケース
待ちはだが、ではタンヤオが付かないため、ツモだと門前清自摸和であがれるが、ロンでは立直しているか偶発役でしかあがれない。
（例）副露したケース/三色同順との複合
とのシャンポン待ち。副露した三色同順の例である。三色はタンヤオと複合させやすく、かつ鳴いても消滅しない数少ない手役のひとつである。門前では合計3翻だが、鳴いてもクイタンありのルールでは二翻縛りに有効となる（ただしクイタンに縛りは認めないとするルールも一部で存在する）。クイタン無しの場合は三色のみの1翻止まり。
（例）対々和との複合
  ロン       
対々和は中張牌のみで作られた場合には符が上がりにくく、上記のような30符止まりの手も珍しくない。しかしクイタンが認められていれば1翻上乗せでき、点数の低下を防ぐことができる。ちなみにこの例でツモあがりの場合は符ハネで40符となる。
（例）清一色との複合
 の多面張となる喰い清一色の例。他の状況役やドラが載らない場合は、クイタンを認めるか否かで満貫と跳満の違いが出る。

## タンヤオと符
タンヤオは刻子・槓子の符が么九牌よりも低い中張牌のみで構成するという性質から、一般に符が上がりにくく、符ハネしにくいという性質があり、多くの場合は食いタンやメンゼンツモでは30符、メンゼンロンでは40符に収まる。以下はタンヤオの符ハネするかどうかに関する例である。
（例）メンゼンで暗槓があるケース
の両面待ちだが、いずれであがってもの暗槓で16符付いているため符ハネするケースである。立直しておらずドラもない場合、ツモなら門前清自摸和が付いて40符2翻、ロンなら50符1翻となる。
（例）メンゼンで暗刻が2つあり嵌張待ちのケース
嵌待ち。確定している符は中張牌暗刻2つの8符と嵌張待ちの2符で、副底20符を合わせれば30符。立直しておらずドラもない場合、ツモの場合は門前清自摸和とツモ2符が付いて符ハネで40符2翻となるが、ロンの場合は門前ロンの符が10符付くのみの40符1翻となり、門前ロンの符によって40符となっている場合は符ハネとは言わない（単騎待ちの場合も同様の計算となる）。メンゼンのタンヤオでツモロン問わず面子・待ち及び雀頭の符の合計が12符以上になるケースは、タンヤオでは役牌雀頭はありえないので、暗槓がなければ三暗刻のケースのみとなる。立直・タンヤオ・三暗刻で4翻になることを考えると、4翻の場合40符以上は満貫なので、立直しているタンヤオをロンあがりした場合は暗槓がない限り符計算の必要がないとも言える（非平和の3翻以下では40符固定で考えることができる。平和形は30符となる）。
（例）副露したケース/明槓を利用した符ハネ
| 二萬 · 三萬 · 四萬 · 四筒 · 五筒 · 六筒 · 七筒 |  |  |  | 八萬 | 八萬 | 八萬 |  |  |  | 二索 · 二索 · 二索 |
副露した場合は、先に述べた暗槓があるケースや暗刻2つ＋嵌張or単騎＋ツモ符といったパターンで符ハネするケースはもちろん、明刻2符や明槓8符の絡んだ符ハネも考えられる。この例はのノベタンで、ノベタンは符計算上単騎待ちとして扱われるため、明槓8符＋明刻2符＋単騎2符でツモロン問わず符ハネすることになり、ドラがない場合ツモロン共に40符1翻となる。ただ中張牌の明槓が含まれる場合、それだけでは8符しかないため、他に追加符が4符ないと符ハネしない。例えばこのケースの筒子部分がでの両面待ちだった場合は、ツモだと符ハネで40符1翻となるが、ロンでは符ハネせず30符1翻となる。
（例）タンヤオとして3翻以下での理論上の最高符
   ロン      
| 七萬 · 七萬 · 三索 · 五索 |  |  |  | 和了 |  |  |  | 三萬 | 三萬 | 三萬 |  |  |  | 牌背 · 四筒 · 四筒 · 牌背 |  |  |  | 牌背 · 八索 · 八索 · 牌背 |
実戦では滅多に見られないであろうが、タンヤオでは3翻以下では理論上70符までありうる。上下いずれの例も立直・ドラ・偶然役がないものとする。
- 上の例は門前の例で、役としては三暗刻と複合しており、副底20符＋暗槓16符×2＋暗刻4符＋嵌張2符＋門前栄和10符の68符で、切り上げて70符3翻で満貫となる。
- 下の例は副露している例で、役としては三槓子と複合しており、副底20符＋暗槓16符×2＋明槓8符＋嵌張2符で62符は確定しており、自摸和了の2符の有無を問わず切り上げて70符3翻で満貫となる。

いずれも70符3翻の満貫であることは変わりないが、切り上げ前の符としては上の例の方が多い。
（例）槓子も複数の暗刻もないケース
単騎待ち。確定している符は中張牌暗刻の4符と中張牌ポン2つの4符、そして単騎待ち2符で、副底20符を合わせれば30符となり、ツモれば符ハネする形である。タンヤオでは珍しい符ハネのパターンである。

## ヤオの漢字について
「断么九」の「么」は、「公」の2画目を取った字形である。この文字は「幺」の俗字であるが、日本国内では竹書房『近代麻雀』をはじめ、「么」の字が広く用いられている。但し、「幺」はJIS X 0208に含まれるのに対し「么」はJIS X 0213収録であり、すべての日本語環境で表示できるわけではないので、代用として「断幺九」の表記が用いられる場合がある。
中国語圏の場合、繁体字では「么」が正字で、簡体字では「幺」が正しい（簡体字では「么」が「麼」として使われているため）。よって中国語圏における日本式麻雀（リーチ麻雀）愛好者の間では「斷么九」と「断幺九」の表記が混在しており（zh:断幺九）、中国企業開発の日本式麻雀オンラインゲーム『雀魂』（運営：Yostar）は簡体字のため「断幺九」の表記をとっている。一方、台湾の日本式麻雀愛好家によるルール紹介動画では「斷么九」で書かれている。
なお、「断公九」の表記もインターネット上を中心に散見されるが、「么（幺）」は小さいの意、転じて数字の一を表す漢字であり、「断么九」で「（数牌のうち）1と9を断つ」の意であるため、「断公九」では意味が通らず誤りである。